# Topomyia cabrerai
Topomyia cabrerai är en tvåvingeart som beskrevs av Miyagi, Toma och Malia Ana J. Rivera 1983. Topomyia cabrerai ingår i släktet Topomyia och familjen stickmyggor.
Artens utbredningsområde är Filippinerna. Inga underarter finns listade i Catalogue of Life.